# بوتا (ألبرتا)
بوتا (بالإنجليزية: Botha, Alberta)‏ هي قرية تقع في كندا في ألبرتا. يقدر عدد سكانها بـ 175 نسمة ومساحتها 1.09 كم2 .